# Skelberry (Dunrossness)

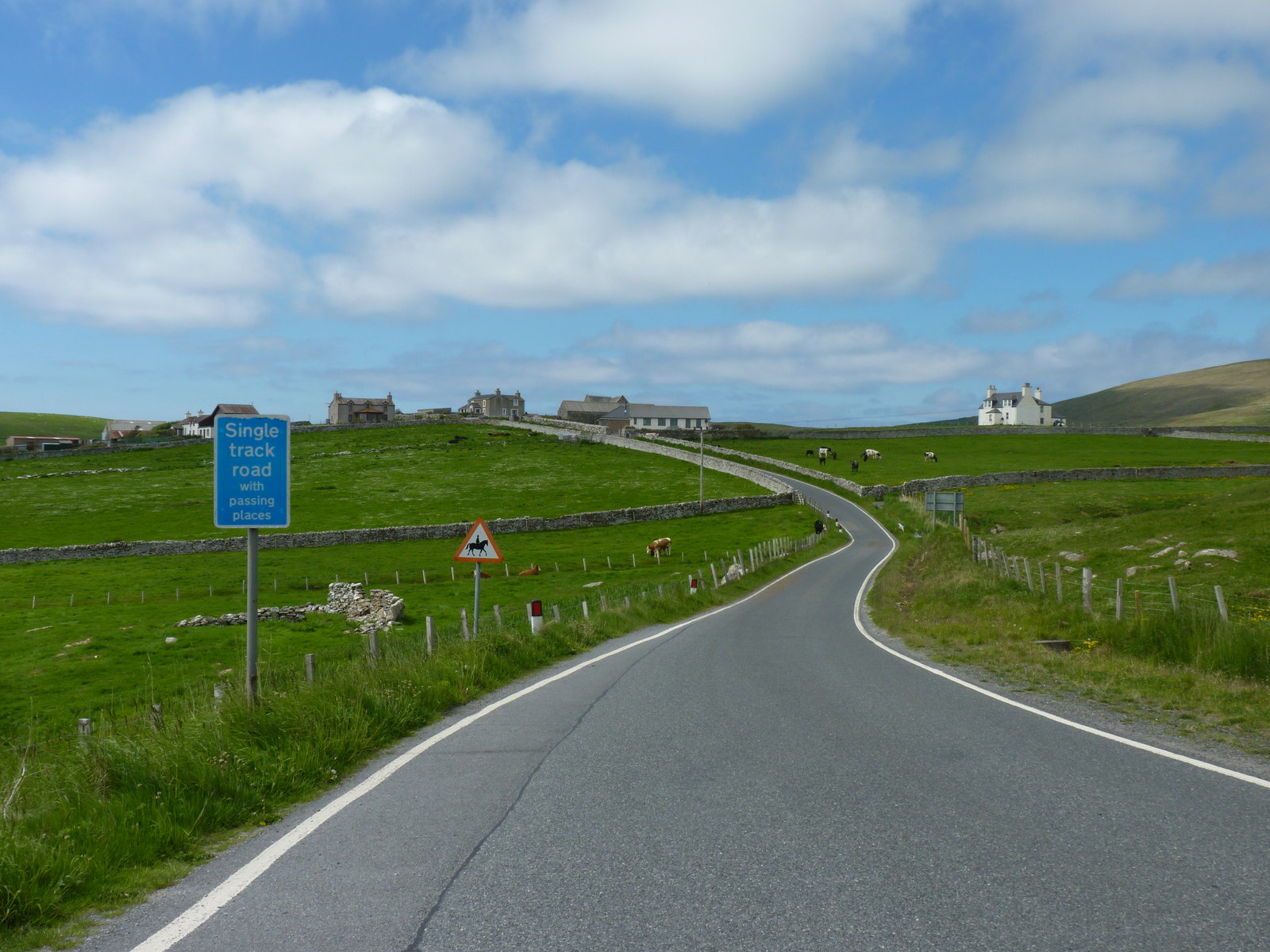
Blick auf Skelberry von Osten

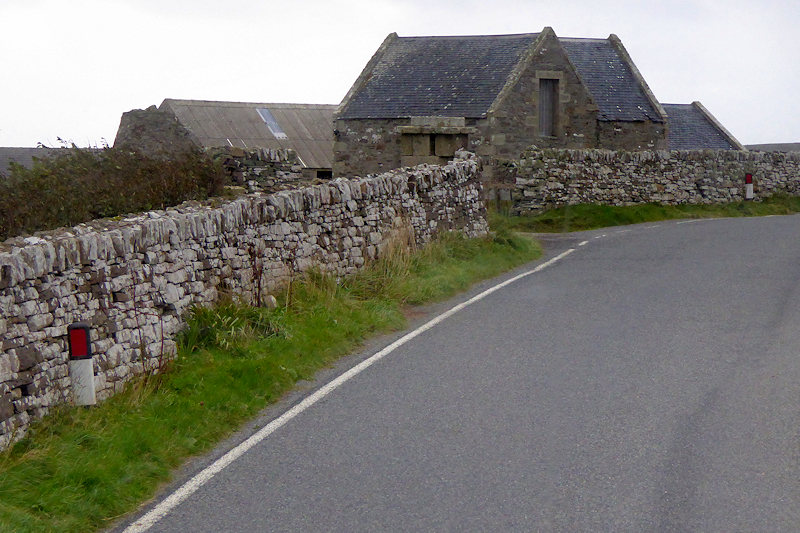
Bauernhof in Skelberry

Skelberry ist eine kleine Ortschaft, die in Schottland im Süden der Shetlandinseln liegt.

## Geographie
Skelberry liegt im zentralen Bereich des Südens von Mainland, nordöstlich des Sees Loch of Brow. Nach Boddam ist es einen Kilometer weit im Südosten. Sonstige Ortschaften in der Nähe sind Dunrossness im Süden, Longfield im Südwesten und South Scousburgh im Nordwesten.

## Historisches
Im Rahmen der historischen Gliederung Schottlands in Civil Parishes zählt Skelberry zu Dunrossness.

## Verkehr
Erschlossen wird Skelberry von der B9122, die Boddam im Süden mit Channerwick im Norden verbindet.